# 日本ブラジリアンワックス協会
日本ブラジリアンワックス協会（JBWA、Japan Brazilian Wax Association）（理事長：一條友美）は日本におけるブラジリアンワックス脱毛の普及と衛生を指導している団体。
2010年に設立。

## 解説
ブラジリアンワックス脱毛とは欧米諸国より取り入れられ、欧米製品を使用したり、欧米の施術方法で行うことにより、国民生活センターなどに寄せられている苦情を元に、今後同じようなトラブルは起きないようブラジリアンワックスサロンに対し技術や知識の共有、場合によっては技術指導を促している。日本ブラジリアンワックス協会（以下JBWAという）ではトラブルを発生させない為の技術と衛生面を指導、教育し業界の繁栄に力を注いでいる。

## 協会主旨
技術向上やコスト削減に気をとられるあまり、サロン環境が不衛生だったり、消耗品については使用毎の破棄ではなく、再利用（使い回し）が目につく。協会（JBWA）では技術はもちろんの事、消毒衛生を義務付けるのが一番の目的。また、独立開業を視野に入れ、その多くで活躍しているのが女性という現状の中、女性の自立を支援し続け、近年増え続けている「自宅サロン」「隠れ家サロン」でも衛生面をより完全になるよう徹底した監視と指導を続けている設立趣旨。（※HP抜粋）

## 技能習得
日本においては、エステティシャンのための教育の一環としてワックス脱毛の基本を学ぶことが多い。日本で多く活動が見られる、日本ブラジリアンワックス協会では日本での正しい知識と技術の普及を目的としている。
過去日本に普及させている者の多くは、欧米から帰国した者が無資格で行い日本で広めているのが現状でその半面トラブルを招くことがあったが、現在では多くの団体が施術方法、製品など日本人向けの正しい技術と知識を身につけるための指導を行っている。

## 会員制度と会費
JBWAの会員制度は1.一般会員　2.認定講師会員　3.上級認定講師会員　4.本部認定講師会員　5.法人会員の5区分で構成されている。
入会資格としては一、JBWAの主旨に賛同し、入会後は本会の目的達成と発展の為に寄与し美容文化の推進を積極的に行っていただける個人または法人、並びに団体であるもの。（※一般会員／認定講師会員）二、JBWA認定校にて一定の教育及び指導を受けたもの。（※認定講師会員）三、サロンに紫外線消毒器及び消毒用エタノールが常備されていること。四、会員規約を理解し賛同していただける方。会員制度（※HP抜粋）

## 認定講師制度
JBWAでは認定講師会員民間資格制度を設けており、この資格を取得するためには全国のJBWA上級認定講師・本部認定講師・理事在籍店にて合計16時間の実技及び学科講習を受けなければならない。
講習では学科（筆記試験）があり、合格することにより認定講師会員として協会に入会できる。認定講師制度（※HP抜粋）

## 消毒と衛生
近年のブラジリアンワックスの普及に伴い多くのサロンや商材メーカーも増え、製品の安全性や技術レベルの統一が危ぶまれる。
ブラジリアンワックス脱毛はレーザー等の機器は使用しないため、国家資格などは必要なく、一定の技術を習得したものが誰でも行えるのが多くの美容技術者をひきつけている。
しかしその反面、国家資格などがないため、欧米生活を経験した者がビジネスとしてではなく、趣味レベルで人に施術することが多くなり、日本ブラジリアンワックス協会では一定レベルの技術習得及びカウンセリング、消毒衛生についての講習を随時開講している。
日本における美容分野での国家資格は美容師免許と理容師免許のみとなり、ネイルやエステティックに関しては国家資格に定まらない。
ブラジリアンワックスではないが、2008年3月よりまつげエクステンションは美容師免許所持者のみが行える美容技術と定められた。
＊厚生労働省、各保健所管轄
ブラジリアンワックス協会での指導としては現在のところ、美容師法に基づき衛生管理に努めているようだ。
私達ブラジリアンワックス技術者はこれらのことを徹底して守るようにしなければいけない。（※HP抜粋）
- 施術の際はマスクとグローブを着用する
- 皮膚に触れるものは毎回使い捨てにする
- スティックの2度付けはしない
- 破棄できないものは一人ごとに洗浄し紫外線消毒器に入れる
- ゴミ箱は一人ずつ取り替える

## 消毒の種類：美容師法
美容師法施行規則（昭和32年厚生省令第43号）第23条（消毒の方法）
第23条　法第8条第2号に規定する消毒は、次の各号によらなければならない。
1. 紫外線消毒（20分間以上1平方ｃｍあたり85マイクロワット以上の紫外線を照射することをいう）
2. 煮沸消毒（沸騰後2分間以上煮沸することをいう）
3. 蒸気消毒（10分間以上摂氏80℃を超える湿熱に触れさせることをいう）
4. エタノール消毒（エタノール水溶液{エタノールが60％以上81.4％以下である水溶液以下この号について同じ}） 中に10分間以上浸すこと。 又はエタノール水溶液を含ませた綿もしくはガーゼで器具表面を拭くことをいう。
5. 塩素系薬剤消毒（次亜塩素酸ナトリウムその他の塩素系薬剤の水溶液{有効塩素濃度が100万分の100以上、100万分の500以上である水溶液}）中に10分間以上浸すことをいう。
6. 逆性石鹸消毒（逆性石鹸水溶液{逆性石鹸製剤 1％、水 99％}）中に10分間以上浸すことをいう。
7. クルコン酸クロルヘキシジン消毒（クルコン酸クロルヘキシジン水溶液{クルコン酸クロルヘキシジン製剤 1％、水 99％}）中に、10分間以上浸すことをいう。
8. クレゾール水溶液（クレゾール水{日本薬局方クレゾール石鹸液 1％、水 99％}）中に10分間以上浸すことをいう。
9. 両性界面活性剤消毒（両性界面活性剤消毒剤製剤 1％、99％）中に10分間以上浸すことをいう。

上記が美容師法における消毒衛生の在り方。
実際の美容サロンやブラジリアンワックスサロンで気軽に、そして確実に行える消毒法は1の紫外線消毒と4のエタノール消毒がふさわしい。薬液を使用した消毒法は極限まで消毒が可能だが、強烈な臭いを伴うため、美容サロンには適していない。（※美容師法第24条抜粋）（※HP抜粋）

## 皮膚疾患
脱毛行為を行うことで様々な皮膚疾患が考えられる。
人々が行う脱毛行為にはレーザー脱毛、フォト脱毛（光）、ワックス脱毛、クリーム脱毛、カミソリ処理、毛抜き処理等様々な脱毛方法が存在する。
これらすべての脱毛行為にいて確実に起こるであろう皮膚トラブルは施術箇所が赤くなる、毛穴がブツブツと赤くなる、施術箇所が腫れる、施術箇所が熱を持つという症状は上記脱毛行為を行う95％以上で多く確認報告されている。
また、これら以外で起こりうる症状は、1.埋没毛　2.毛膿炎　3.内出血　4.色素沈着　5.肌荒れ等である。
1～5に関しては、個々の皮膚の状態やその日の体調などにもよるが、ブラジリアンワックス脱毛での内出血と肌荒れについては起きる可能性が高い。
陰部の粘膜箇所はおりものの量、ホルモンバランス、生理前後により日々異なり、ワックス剤を付け剥がすという行為で皮膚が引っ張られ、内出血を起こす事がある。
人体の中で陰部粘膜箇所とよく似ている箇所は口腔内、鼻腔内であるが、口腔内で置き換えて考えてもよくわかるだろう。口の中は少しでも熱い物や冷たい物、そのほか間違って自分自身で噛んでしまっただけでも内出血や血豆ができることが多々ある。
陰部粘膜箇所は乾燥している場合や尿で湿る、おりものの分泌で湿った状態の場合があるため、内出血や肌荒れがよく起きる。
このような症状が出てしまった場合、内出血は数日～数週間で皮膚下の血液が散っていくため問題ないが、肌荒れの場合は冷却、保湿を徹底すると早急な改善がみられる。

## 関連事項
- ワックス脱毛
- ブラジリアンワックス脱毛
- 美容師法
- 国家資格
- レーザー
- 陰毛
- 脱毛
- ワックス脱毛
- Tバック
- ビキニ
- マイクロビキニ